# Anomalon picticorne
Anomalon picticorne là một loài tò vò trong họ Ichneumonidae.